# Dylan Nahi
Dylan Nahi (* 30. November 1999 in Paris) ist ein französischer Handballspieler. Der 1,92 m große linke Außenspieler spielt seit 2021 für den polnischen Erstligisten Industria Kielce und steht zudem im Aufgebot der französischen Nationalmannschaft.

## Karriere

### Verein
Dylan Nahi lernte das Handballspielen in seiner Heimatstadt beim Paris Sport-Club. 2015 wechselte er in die Nachwuchsabteilung von Paris Saint-Germain. Bereits im Alter von 15 Jahren bestritt er sein erstes Spiel bei den Profis in der Vorbereitung auf die Saison 2015/16. In der Spielzeit 2016/17 lief Nahi erstmals in der ersten französischen Liga auf, die PSG am Ende auch gewann. Zusätzlich war er im französischen Supercup und im Ligapokal erfolgreich. In der EHF Champions League 2016/17 stand der Franzose beim 33:30 über den polnischen Vizemeister Wisła Płock am 2. Oktober 2016 erstmals im Kader, am 25. Februar 2017 warf er sein erstes Europapokaltor im Spiel gegen den Schweizer Meister Kadetten Schaffhausen (34:26). PSG erreichte das Endspiel und Nahi wurde mit 17 Jahren und 185 Tagen der jüngste Spieler, der jemals ein Champions-League-Finale erreicht hat. Im Endspiel behielt der nordmazedonische Meister RK Vardar Skopje schließlich mit 24:23 die Oberhand, Nahi blieb ohne Einsatzzeit.
In den folgenden drei Spielzeiten stand er noch im Schatten des deutschen Nationalspielers Uwe Gensheimer, der zu den Toptorschützen der Liga gehörte. Nachdem dieser zur Saison 2019/20 zu den Rhein-Neckar Löwen zurückgekehrt war, bekam Nahi neben dem Neuzugang Guðjón Valur Sigurðsson vermehrt Einsatzzeit. In der Saison 2020/21 war der Linksaußen erstmals erfolgreichster Werfer auf seiner Position vor Mathieu Grébille.
Bereits im Mai 2019 wurde bekannt, dass Nahi einen ab Sommer 2021 gültigen Vierjahresvertrag beim polnischen Rekordmeister Industria Kielce unterschrieben hatte. Dort gewann er in der Saison 2021/22 seine erste polnische Meisterschaft. Im Pokalfinale unterlag er mit Kielce dem Vizemeister Wisła Płock. Im Finale der EHF Champions League 2021/22 unterlag er mit Kielce dem FC Barcelona erst nach Siebenmeterwerfen 35:37. Ein Jahr später verlor er mit Kielce das Endspiel gegen den SC Magdeburg mit 29:30 nach Verlängerung. Unter Trainer Talant Dujshebaev wird Nahi in der Abwehr statt auf der Außenposition häufig auf der Halbposition eingesetzt. 2023 wurde er erneut Meister. Im April 2024 verlängerte er seinen Vertrag bis zum Jahr 2028.

### Nationalmannschaft
Dylan Nahi gewann mit der französischen Jugendnationalmannschaft die Goldmedaille bei der U-18-Europameisterschaft 2016 und bei der U-19-Weltmeisterschaft 2017.
Mit der französischen Juniorennationalmannschaft gewann er bei der U-20-Europameisterschaft 2018 die Silbermedaille und wurde als bester Linksaußen in das All-Star-Team gewählt. Bei der U-21-Weltmeisterschaft 2019 errang er erneut die Goldmedaille und wurde wieder All-Star.
In der französischen A-Nationalmannschaft debütierte Nahi am 26. Oktober 2017 in der „Golden League“ gegen Polen. Nachdem der langjährige Kapitän der „Les Bleues“ Michaël Guigou nach dem Gewinn der Goldmedaille bei den Olympischen Spielen 2021 in Tokio zurückgetreten war, wurde Nahi gemeinsam mit Hugo Descat für die Europameisterschaft 2022 nominiert. In Ungarn und der Slowakei unterlagen sie im Spiel um Bronze der dänischen Auswahl. Bei der Weltmeisterschaft 2023 gewann er mit Frankreich die Silbermedaille. Bei der Europameisterschaft 2024 gewann er mit Frankreich die Goldmedaille, dabei kam er in allen neun Spielen zum Einsatz und warf 22 Tore. Bei der Weltmeisterschaft 2025, bei der Frankreich Bronze gewann, wurde er in allen neun Partien eingesetzt und warf 19 Tore. Zusätzlich wurde er in das All-Star-Team gewählt.
Bisher bestritt Nahi, der in der Nationalmannschaft die Rückennummer 31 trägt, 73 Länderspiele, in denen er 188 Tore erzielte.

### Erfolge
mit Paris Saint-Germain
- 5× Französischer Meister: 2017, 2018, 2019, 2020, 2021
- 2× Französischer Pokalsieger: 2018, 2021
- 3× Französischer Ligapokalsieger: 2017, 2018, 2019
- 2× Französischer Supercupsieger: 2016, 2019
- 1× EHF-Champions-League-Finalist: 2017

mit KS Kielce
- 2× Polnischer Meister: 2022, 2023
- 1× Polnischer Pokalsieger: 2025
  - 2× EHF-Champions-League-Finalist: 2022, 2023

mit der Nationalmannschaft
- U-18-Europameisterschaft 2016: Gold
- U-19-Weltmeisterschaft 2017: Gold
- U-20-Europameisterschaft 2018: Silber und All-Star-Team
- U-21-Weltmeisterschaft 2019: Gold und All-Star-Team
- Weltmeisterschaft: Silber 2023, Bronze 2025, All-Star-Team 2025
- Europameisterschaft: Gold 2024

## Statistiken

### Nationale Ligen
| Saison  | Mannschaft          | Liga      | Spiele | Tore | Platzierung |
| ------- | ------------------- | --------- | ------ | ---- | ----------- |
| 2016/17 | Paris Saint-Germain | Starligue | 12     | 4    | Meister     |
| 2017/18 | Paris Saint-Germain | Starligue | 24     | 9    | Meister     |
| 2018/19 | Paris Saint-Germain | Starligue | 22     | 12   | Meister     |
| 2019/20 | Paris Saint-Germain | Starligue | 18     | 41   | Meister     |
| 2020/21 | Paris Saint-Germain | Starligue | 27     | 44   | Meister     |
| 2021/22 | KS Kielce           | Superliga | 22     | 65   | Meister     |
| 2022/23 | KS Kielce           | Superliga | 17     | 59   | Meister     |
| Total:  | Total:              | Starligue | 103    | 110  | 5× Meister  |
| Total:  | Total:              | Superliga | 39     | 124  | 2× Meister  |
| Total:  | Total:              | Gesamt:   | 142    | 234  | 7× Meister  |

### Europapokal
| Saison  | Mannschaft          | Wettbewerb           | Spiele | Tore | Platzierung   |
| ------- | ------------------- | -------------------- | ------ | ---- | ------------- |
| 2016/17 | Paris Saint-Germain | EHF Champions League | 12     | 2    | 2. Platz      |
| 2017/18 | Paris Saint-Germain | EHF Champions League | 14     | 4    | 3. Platz      |
| 2018/19 | Paris Saint-Germain | EHF Champions League | 13     | 5    | Viertelfinale |
| 2019/20 | Paris Saint-Germain | EHF Champions League | 15     | 35   | 3. Platz      |
| 2020/21 | Paris Saint-Germain | EHF Champions League | 14     | 67   | 3. Platz      |
| 2021/22 | KS Kielce           | EHF Champions League | 18     | 73   | 2. Platz      |
| 2022/23 | KS Kielce           | EHF Champions League | 16     | 47   | 2. Platz      |
| Total:  | Total:              | EHF Champions League | 102    | 233  |               |
| Total:  | Total:              | Gesamt:              | 102    | 233  |               |

### Int. Großereignisse
| Jahr   | Auswahl         | Wettbewerb               | Spiele | Tore | Platzierung |
| ------ | --------------- | ------------------------ | ------ | ---- | ----------- |
| 2016   | Frankreich U-18 | U-18-Europameisterschaft | 7      | 15   | Gold        |
| 2017   | Frankreich U-19 | U-19-Weltmeisterschaft   | 9      | 25   | Gold        |
| 2018   | Frankreich U-20 | U-20-Europameisterschaft | 7      | 21   | Silber      |
| 2019   | Frankreich U-21 | U-21-Weltmeisterschaft   | 9      | 28   | Gold        |
| 2022   | Frankreich      | Europameisterschaft      | 8      | 14   | 4. Platz    |
| 2023   | Frankreich      | Weltmeisterschaft        | 9      | 16   | Silber      |
| 2024   | Frankreich      | Europameisterschaft      | 9      | 22   | Gold        |
| 2024   | Frankreich      | Olympische Spiele        | 3      | 4    | 8. Platz    |
| 2025   | Frankreich      | Weltmeisterschaft        | 9      | 19   | Bronze      |
| Total: | Total:          | Europameisterschaften    | 17     | 36   |             |
| Total: | Total:          | Weltmeisterschaften      | 18     | 35   |             |
| Total: | Total:          | Olympische Spiele        | 3      | 4    |             |
| Total: | Total:          | Gesamt:                  | 38     | 75   |             |